# Route nationale 330
Pour les articles homonymes, voir Route nationale 330 (homonymie).
La route nationale 330, ou RN 330, est une route nationale française reliant Creil à Meaux.
Cette route est située sur l'axe Senlis - Melun (RN 330 + RN 36) qui constitue une solution de remplacement aux Francilienne, A 86 et périphérique parisien. La RN 330 évite Senlis et Mont-l'Évêque ; l'ancien tracé traversant ces agglomérations a été déclassé en RD 330. Le décret du 5 décembre 2005 a prévu le transfert de la section Creil - Senlis au département de l'Oise, cette dernière a été déclassée en RD 1330.
Depuis fin 2006, la déviation d'Ermenonville, qui était rattachée à la D 922 (route qui correspondait à l'ancienne N 322), est reversée à la RN 330. La voie traversant le village n'est donc plus une route nationale.
En 2009, le contournement nord-ouest de Meaux, qui était rattaché aux RD 5 et 2005, a été classée RN 330.

## De Creil à Meaux

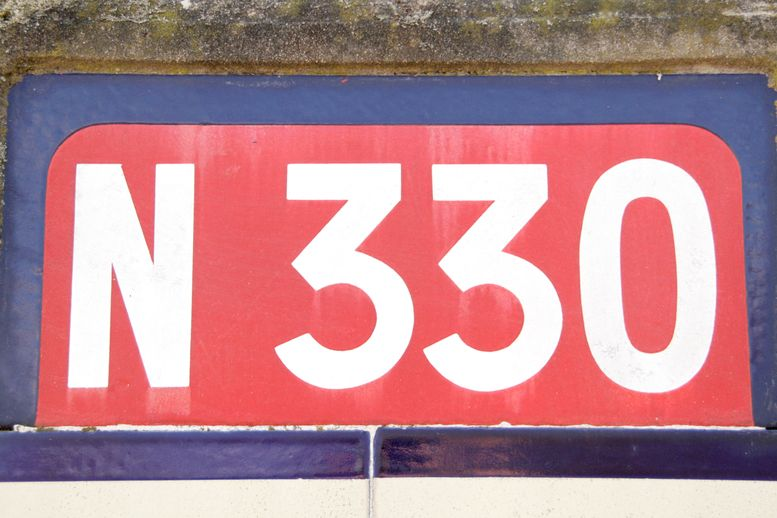
Cartouche de la RN 330

Les communes traversées sont :
- Creil (km 0)
- Senlis (km 11)
- Mont-l'Évêque (km 14)
- Ermenonville (km 25)
- Le Plessis-Belleville (km 30)
- Lagny-le-Sec (km 31)
- Saint-Soupplets (km 38)
- Monthyon (km 42)
- Penchard (km 45)
- Crégy-lès-Meaux (km 47)
- Meaux (km 49)